# Randver
Randvér o Randver (n. 680) fue, según Sögubrot af nokkrum fornkonungum (o fragmento de una saga sobre reyes antiguos) y Hyndluljóð, hijo de Ráðbarðr, rey vikingo de Garðaríki y Aud, la hija fugitiva de Ivar Vidfamne. En ambas fuentes, Randver y el rey Harald Hilditonn, eran medio hermanos. Harald era hijo de Auðr de un matrimonio anterior.
En Hversu Noregr byggdist se menciona que era hijo de Hrœrekr slöngvanbaugi y hermano de Harald Hilditonn.
La saga Hervarar, no obstante, aunque cita su vínculo familiar, menciona que ambos son hijos de Valdar, legendario rey de Dinamarca, y Alfhild (Auðr), hija de Ivar Vidfamne. En esta saga Ívar escogió a Valdar como rey de Dinamarca, y a su muerte le sucedió Randver. Cuando su hermano reclamó en herencia Götaland (o Gotland según la fuente), Randver murió en Inglaterra y le sucedió Sigurd Ring como rey de Dinamarca (posiblemente como virrey de Harald).